# Ernst Grissemann

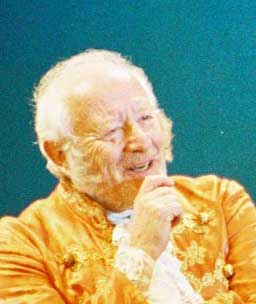
Ernst Grissemann als Geisterkönig, Gutenstein 2004

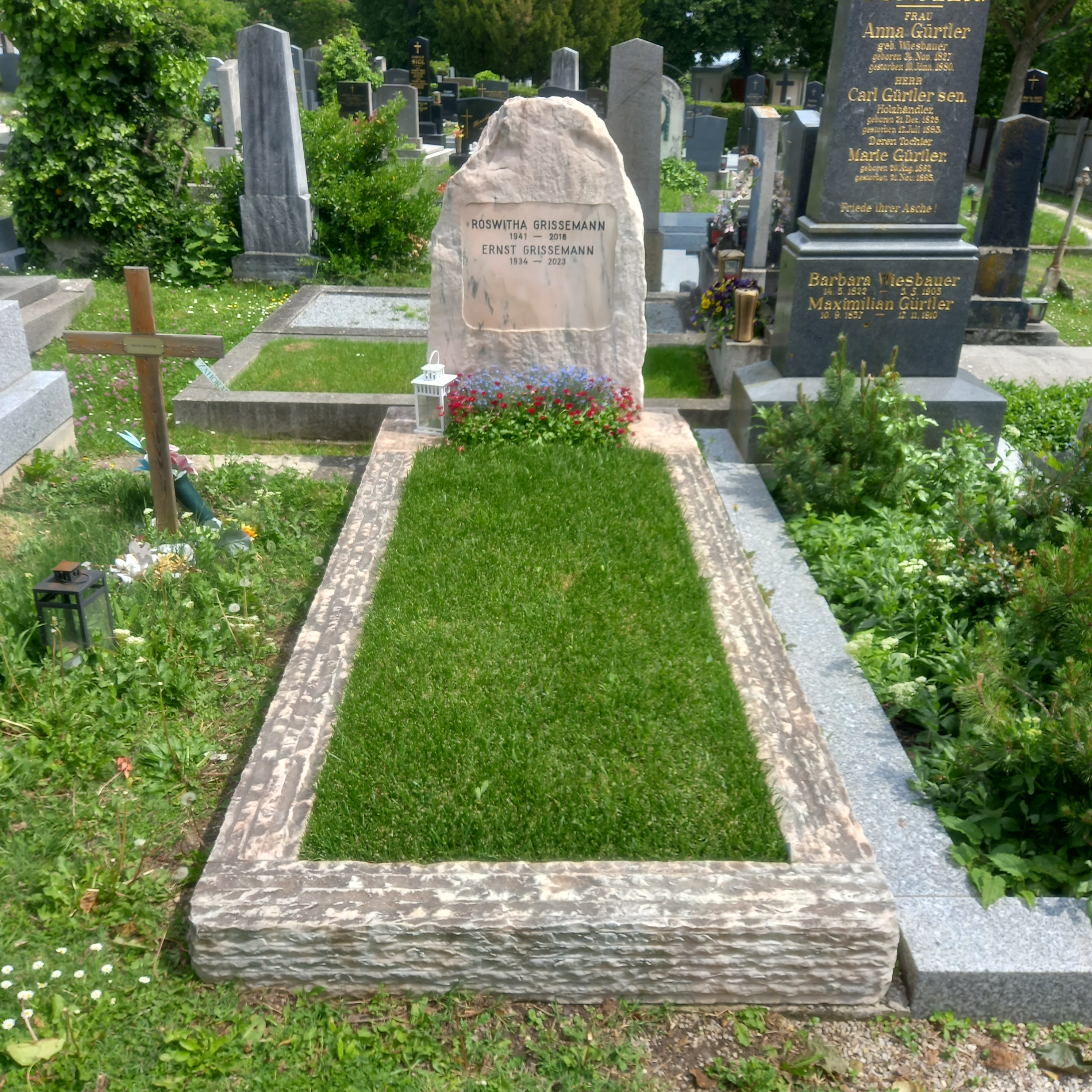
Das Grab von Ernst Grissemann und seiner Ehefrau Roswitha auf dem Heiligenstädter Friedhof in Wien

Ernst Grissemann (* 18. Februar 1934 in Imst, Tirol; † 6. Jänner 2023 in Wien) war ein österreichischer Radiomoderator, Journalist und Schauspieler.

## Leben
Der unverwechselbare Klang von Ernst „The Voice“ Grissemanns Stimme ist einem Großteil der österreichischen, vor allem der älteren Generationen der Radiohörer und Fernsehzuschauer vertraut. Grissemann war erstmals im Juli 1954 im Radio zu hören. Damals war er als Nachrichten- und Programmsprecher beim französischen Besatzungssender Sendergruppe West tätig. 1955 wurde er dann, nach Unterzeichnung des österreichischen Staatsvertrags, vom Österreichischen Rundfunk (ORF) übernommen. Dort war er in vielen Bereichen, vor allem fürs Radio, tätig – als Sprecher, Moderator, Kommentator, Unterhalter und Gestalter.
1967 wurde er von ORF-Generalintendant Gerd Bacher nach Wien geholt, der ihm im reformierten ORF den Aufbau des Unterhaltungsradios anvertraute. In nur wenigen Wochen baute Grissemann mit seinem Team den Radiosender Ö3 auf und war damit äußerst erfolgreich. Seine zwölfjährige Tätigkeit bei diesem Sender brachte ihm den Titel Mister Ö3 ein.
Von 1979 bis 1990 wurde Ernst Grissemann mehrfach zum Hörfunkintendanten des ORF bestellt. In dieser Funktion prägte er nun auch das Kulturradio Ö1 mit seiner Stimme und der Gestaltung von Kommentaren und Moderationen in seinem sehr erzählerischen Stil. Von 1990 bis 1994 übernahm er beim ORF die Funktion des Tiroler Landesintendanten. Im November 1994 legte er alle seine leitenden Funktionen im ORF zurück, um sich wieder mehr seiner kreativen Arbeit zu widmen.
Sein Sohn Christoph beschreibt die Stimme seines Vaters: „… er verleiht mit seiner Stimme dem Ereignis eine Würde, wo es normalerweise keine Würde gibt“ in Anspielung auf die Eurovision Song Contests. Diese kommentierte Ernst Grissemann für den ORF von 1970 bis 1998 außer 1979 und 1990. 25 Jahre, von 1983 bis 2007, begleitete er als Kommentator der Fernsehübertragung das weltweit bekannte Neujahrskonzert der Wiener Philharmoniker. Er war von 1988 an auch langjähriger Moderator des Ingeborg-Bachmann-Preises in Klagenfurt.
Ab 1995 war er sowohl als freischaffender Fernseh- und Radiojournalist (Moderationen im österreichischen, deutschen und Schweizer Rundfunk) als auch als Kolumnist von Tages-, Wochen- und Monatspublikationen tätig. Unter anderem schrieb er für die Tiroler Tageszeitung. Von 1994 bis Jänner 1999 moderierte er im Neuen Radio Wien die Sendung Sonntag bei Grissemann. Mit Andrea Kiesling präsentierte er vom 3. September 2000 bis 16. März 2003 die ORF-Fernsehsendung Schöner leben. Er entwickelte sowohl Radio- als auch Fernsehsendungen des ORF weiter, betrieb Stimm- und Sprechcoaching und machte auch Werbung.
Von 1999 bis 2007 stand Grissemann bei den jährlichen Raimund-Sommerspielen im niederösterreichischen Gutenstein auf der Bühne.
Grissemann verstarb am 6. Jänner 2023 in Wien im Alter von 88 Jahren. Er wurde am Heiligenstädter Friedhof bestattet.

## Privat
Seine Söhne sind der bekannte Satiriker Christoph Grissemann und der Filmkritiker Stefan Grissemann. Sein Onkel war Oskar Grissemann.

## Auszeichnungen
- Großes Goldenes Ehrenzeichen für Verdienste um das Bundesland Niederösterreich (2002)[5]